# 森進一 (哲学者)
森 進一（もり しんいち、1922年6月10日 - 2005年10月11日）は、日本の古代ギリシア哲学研究者、小説家、関西医科大学名誉教授。

## 人物
京都府京都市出身。京都帝国大学文学部で古代ギリシア哲学を専攻し、田中美知太郎の指導を受け、京大大学院古代哲学専攻博士課程中退。京都大学非常勤講師を経て、64年関西医科大学教養部助教授、65年教授、91年定年、名誉教授。
また森泰三の名で文学作品も発表、1963年「砧」で芥川賞候補、1972年「冬へ」、1976年「結婚」で3度候補にあがった。

## 著書
- 『ホメロス物語 イリアス・オデュッセイア』岩波ジュニア新書 1984年
- 『雲の評定 哲学と文学の間に』筑摩書房 1986年
- 『二つの狂気 森進一作品拾遺・評論小論文随筆』鳥語社 2007年
- 森泰三『ある再婚』新潮社 1978年
- 森泰三『改元の頃』関西書院 1993年
- 森泰三『冬日向』鳥語社 2001年

## 翻訳
- プラトン『法律』岩波文庫（全2巻）。共訳、元版・岩波書店『プラトン全集13』
- プラトン『饗宴』新潮文庫 改版2006年
- テオプラストス『人さまざま』岩波文庫 1982年
- アラン『プラトンに関する十一章』筑摩叢書 1988年／ちくま学芸文庫 2010年